# Eufemi de Messina

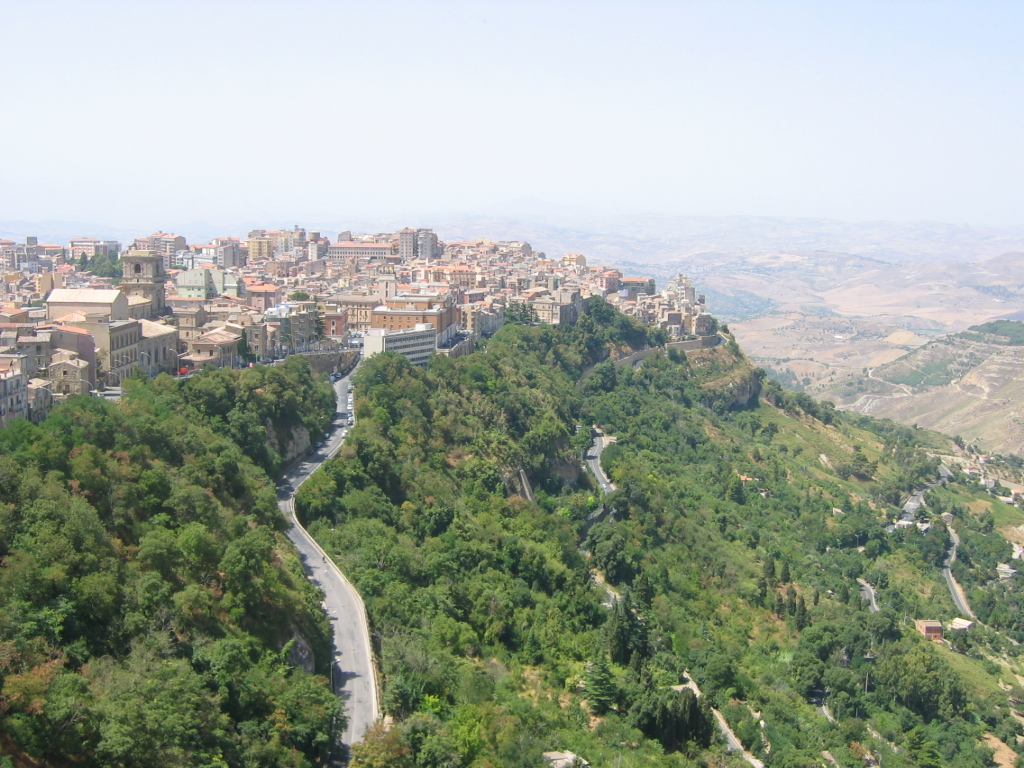
Vista de la ciutat d'Enna

Eufemi (Messina, c. 800 - Enna, 829) fou un militar sicilià que arribà al grau de turmarca (almirall) de l'Imperi Romà d'Orient i es proclamà emperador a Siracusa l'any 823. Va facilitar la conquesta àrab de Sicília, en el transcurs de la qual el mataren durant el setge d'Enna l'any 829.

## Biografia
Eufemi de Messina fou un terratinent sicilià ric i culte, probablement nascut a Messina cap a l'any 800. Com a militar tenia molts partidaris, en obtenir èxits militars, que van atraure l'hostilitat dels jerarques romans d'Orient. Eufemi fou acusat, potser falsament, del segrest del seu convent d'una jove monja anomenada Omonisa per a casar-se amb ella per força, per la qual cosa organitzà un aixecament contra l'autoritat imperial, i després d'alguns èxits militars, es proclamà emperador a Siracusa el 823.
Cap al 826, segons Michele Amari, l'emperador romà d'Orient Miquel II el Tartamut nomenà un nou governador de Sicília, anomenat Constantí (segons fonts àrabs) o Fotí (segons fonts gregues), un militar que havia estat expulsat (823) de Creta per pirates àrabs provinents d'Egipte.
Era un cap carismàtic i respectat com un rei, el títol d'emperador del qual fa pensar que dominava tota l'illa. Conscient que seria derrotat per les forces romanes d'Orient quan hi arribassen reforços d'Orient, feu una crida als dirigents musulmans d'Ifríqiya, als quals demanà ajut per a arrabassar Sicília i Malta als romans d'Orient. A l'estiu del 827, ajuntà el seu exèrcit al de la gran flota d'Assad ibn al-Furat; va morir, però, aquest any assassinat per membres de la guarnició imperial d'Enna.
És considerat la persona que va provocar la invasió àrab de Sicília i Malta i el començament de dos segles de dominació islàmica de l'illa sota l'anomenat Emirat de Sicília.